# Dig Out Your Soul Tour
El Dig Out Your Soul Tour fue una gira mundial de conciertos realizada por Oasis, en soporte de su álbum, Dig Out Your Soul. El tour comenzó en Seattle, Washington, en el WaMu Theater el 26 de agosto de 2008 y estuvo planeado que continuara hasta el 30 de agosto de 2009, donde realizarían su última presentación en el I-Day Festival de Milán, Italia. Sin embargo, el 28 de agosto de 2009 después de una pelea entre los hermanos Gallagher, su mánager anunció la cancelación del concierto en el festival de Rock en Seine en París, Francia, a solo minutos de que éste comenzara, asimismo la cancelación de la gira europea y que la banda "dejará de existir" citando una declaración de Noel Gallagher.
2 horas después, justo antes de la medianoche, en el sitio oficial de la banda, Noel declaraba: "Con algo de tristeza y gran alivio les comento que esta noche dejó Oasis. La gente escribirá y dirá lo que quiera, pero simplemente no podía continuar trabajando con Liam ni un solo día más. Mis disculpas a toda la gente que compró entradas para los conciertos en París, Constanza y Milán. Esta fue la última gira de la banda hasta que el 27 de agosto de 2024 anunciaron una nueva gira llamada Oasis Live '25 la cual se llevará a cabo en 2025.
Algunas de las presentaciones más destacadas fueron las visitas a Seúl, Buenos Aires, Lima, Los Ángeles, Edimburgo, Meath, Mánchester y Londres.

## Lista de canciones
| América del Norte I |                                     |          |  |
| N.º                 | Título                              | Duración |  |
| 1.                  | «Fuckin' in the Bushes (cinta)»     |          |  |
| 2.                  | «Rock 'n' Roll Star»                |          |  |
| 3.                  | «Lyla»                              |          |  |
| 4.                  | «The Shock of the Lightning»        |          |  |
| 5.                  | «Cigarettes & Alcohol»              |          |  |
| 6.                  | «The Meaning of Soul»               |          |  |
| 7.                  | «To Be Where There's Life»          |          |  |
| 8.                  | «The Masterplan»                    |          |  |
| 9.                  | «Songbird»                          |          |  |
| 10.                 | «Slide Away»                        |          |  |
| 11.                 | «Morning Glory»                     |          |  |
| 12.                 | «Ain't Got Nothin'»                 |          |  |
| 13.                 | «The Importance of Being Idle»      |          |  |
| 14.                 | «Wonderwall»                        |          |  |
| 15.                 | «Supersonic»                        |          |  |
| 16.                 | «Don't Look Back in Anger (Encore)» |          |  |
| 17.                 | «Falling Down (Encore)»             |          |  |
| 18.                 | «Champagne Supernova (Encore)»      |          |  |
| 19.                 | «I Am the Walrus (Encore)»          |          |  |

| Europa I / América del Norte II / Europa II / Asia I / África / América del Sur |                                     |          |  |
| N.º                                                                             | Título                              | Duración |  |
| 1.                                                                              | «Fuckin' in the Bushes (cinta)»     |          |  |
| 2.                                                                              | «Rock 'n' Roll Star»                |          |  |
| 3.                                                                              | «Lyla»                              |          |  |
| 4.                                                                              | «The Shock of the Lightning»        |          |  |
| 5.                                                                              | «Cigarettes & Alcohol»              |          |  |
| 6.                                                                              | «The Meaning of Soul»               |          |  |
| 7.                                                                              | «To Be Where There's Life»          |          |  |
| 8.                                                                              | «Waiting for the Rapture»           |          |  |
| 9.                                                                              | «The Masterplan»                    |          |  |
| 10.                                                                             | «Songbird»                          |          |  |
| 11.                                                                             | «Slide Away»                        |          |  |
| 12.                                                                             | «Morning Glory»                     |          |  |
| 13.                                                                             | «Ain't Got Nothin'»                 |          |  |
| 14.                                                                             | «The Importance Of Being Idle»      |          |  |
| 15.                                                                             | «I'm Outta Time»                    |          |  |
| 16.                                                                             | «Wonderwall»                        |          |  |
| 17.                                                                             | «Supersonic»                        |          |  |
| 18.                                                                             | «Don't Look Back in Anger (Encore)» |          |  |
| 19.                                                                             | «Falling Down (Encore)»             |          |  |
| 20.                                                                             | «Champagne Supernova (Encore)»      |          |  |
| 21.                                                                             | «I Am the Walrus (Encore)»          |          |  |

| Europa III / Asia I / Europa IV |                                                                         |          |  |
| N.º                             | Título                                                                  | Duración |  |
| 1.                              | «Fuckin' in the Bushes (cinta) (Standing on the Shoulder of Giants)»    |          |  |
| 2.                              | «Rock 'n' Roll Star (Definitely Maybe)»                                 |          |  |
| 3.                              | «Lyla (Don't Believe The Truth)»                                        |          |  |
| 4.                              | «The Shock of the Lightning (Dig Out Your Soul)»                        |          |  |
| 5.                              | «Cigarettes & Alcohol (Definitely Maybe)»                               |          |  |
| 6.                              | «Roll With It ((What's The Story) Morning Glory?)»                      |          |  |
| 7.                              | «To Be Where There's Life (Dig Out Your Soul)»                          |          |  |
| 8.                              | «Waiting for the Rapture (Dig Out Your Soul)»                           |          |  |
| 9.                              | «The Masterplan (The Masterplan)»                                       |          |  |
| 10.                             | «Songbird (Heathen Chemistry)»                                          |          |  |
| 11.                             | «Slide Away (Definitely Maybe)»                                         |          |  |
| 12.                             | «Morning Glory ((What's The Story) Morning Glory?)»                     |          |  |
| 13.                             | «My Big Mouth (Be Here Now)»                                            |          |  |
| 14.                             | «The Importance of Being Idle (Don't Believe The Truth)»                |          |  |
| 15.                             | «Half the World Away (The Masterplan)»                                  |          |  |
| 16.                             | «I'm Outta Time (Dig Out Your Soul)»                                    |          |  |
| 17.                             | «Wonderwall ((What's The Story) Morning Glory?)»                        |          |  |
| 18.                             | «Supersonic (Definitely Maybe)»                                         |          |  |
| 19.                             | «Live Forever (Definitely Maybe)»                                       |          |  |
| 20.                             | «Don't Look Back in Anger (Encore) ((What's The Story) Morning Glory?)» |          |  |
| 21.                             | «Falling Down (Encore) (Dig Out Your Soul)»                             |          |  |
| 22.                             | «Champagne Supernova (Encore) ((What's The Story) Morning Glory?)»      |          |  |
| 23.                             | «I Am the Walrus (Encore) (Magical Mystery Tour)»                       |          |  |

Otras canciones interpretadas:
- "My Big Mouth" (Tocada el 07.10.2008 en el Liverpool Echo Arena).
- "Half the World Away" (Tocada el 13.01.2009 en el Brussels Forest National).
- "Whatever" (Acústico por Noel, tocada varias veces en Japón). (Tocada el 12.07.2009 en el estadio de Wembley, por Noel, Gem y Chris).
- "Live Forever" (Acústico por Noel, tocada el 01.04.2009 en el estadio olímpico de Seúl).

Canciones interpretadas durante pruebas de sonido pero no incluidas en ningún concierto:
- "The Turning"
- "Gas Panic!"
- "Bag It Up"
- "Everybody's on the Run"
- "If I Had a Gun..."
- "A Simple Game of Genius"
- "Stop the Clocks"
- "Don't Stop"

La lista de canciones de este tour ha sido la más larga y más diversa desde Standing on the Shoulder of Giants.
- (Definitely Maybe) = 5 canciones
- ((What's The Story) Morning Glory?) = 5 canciones
- (Be Here Now) = 1 canción
- (The Masterplan) = 3 canciones
- (Standing on the Shoulder of Giants) = 1 canción
- (Heathen Chemistry) = 1 canción
- (Don't Believe The Truth) = 3 canciones
- (Dig Out Your Soul) = 6 canciones

Lista de canciones alternativa

## Fechas del Tour
| América del Norte I                                                                 | América del Norte I         | América del Norte I                               |
| Fecha                                                                               | Ciudad                      | Lugar                                             |
| ----------------------------------------------------------------------------------- | --------------------------- | ------------------------------------------------- |
| 26 de agosto de 2008                                                                | Seattle, Estados Unidos     | WaMu Theater                                      |
| 27 de agosto de 2008                                                                | Vancouver, Canadá           | General Motors Place                              |
| 29 de agosto de 2008                                                                | Edmonton, Canadá            | Rexall Place                                      |
| 30 de agosto de 2008                                                                | Calgary, Canadá             | Pengrowth Saddledome                              |
| 1 de septiembre de 2008                                                             | Winnipeg, Canadá            | MTS Centre                                        |
| 4 de septiembre de 2008                                                             | Ottawa, Canadá              | Scotiabank Place                                  |
| 5 de septiembre de 2008                                                             | Montreal, Canadá            | Centre Bell                                       |
| 7 de septiembre de 2008                                                             | Toronto, Canadá             | Virgin Festival                                   |
| 12 de septiembre de 2008 (Cancelado)                                                | Nueva York, Estados Unidos  | Terminal 5                                        |
| Europa I                                                                            |                             |                                                   |
| 7 de octubre de 2008                                                                | Liverpool, Reino Unido      | Liverpool Echo Arena                              |
| 8 de octubre de 2008                                                                | Liverpool, Reino Unido      | Liverpool Echo Arena                              |
| 10 de octubre de 2008                                                               | Sheffield, Reino Unido      | Sheffield Arena                                   |
| 11 de octubre de 2008                                                               | Sheffield, Reino Unido      | Sheffield Arena                                   |
| 13 de octubre de 2008                                                               | Birmingham, Reino Unido     | National Indoor Arena                             |
| 14 de octubre de 2008                                                               | Birmingham, Reino Unido     | National Indoor Arena                             |
| 16 de octubre de 2008                                                               | Londres, Reino Unido        | Wembley Arena                                     |
| 17 de octubre de 2008                                                               | Londres, Reino Unido        | Wembley Arena                                     |
| 20 de octubre de 2008                                                               | Bournemouth, Reino Unido    | Bournemouth International Centre                  |
| 21 de octubre de 2008                                                               | Bournemouth, Reino Unido    | Bournemouth International Centre                  |
| 23 de octubre de 2008                                                               | Cardiff, Reino Unido        | Cardiff International Arena                       |
| 24 de octubre de 2008                                                               | Cardiff, Reino Unido        | Cardiff International Arena                       |
| 26 de octubre de 2008                                                               | Londres, Reino Unido        | The Roundhouse                                    |
| 29 de octubre de 2008                                                               | Belfast, Reino Unido        | Odyssey                                           |
| 30 de octubre de 2008                                                               | Belfast, Reino Unido        | Odyssey                                           |
| 1 de noviembre de 2008                                                              | Aberdeen, Reino Unido       | Aberdeen Exhibition and Conference Centre         |
| 2 de noviembre de 2008                                                              | Aberdeen, Reino Unido       | Aberdeen Exhibition and Conference Centre         |
| 4 de noviembre de 2008                                                              | Glasgow, Reino Unido        | Scottish Exhibition and Conference Centre         |
| 5 de noviembre de 2008                                                              | Glasgow, Reino Unido        | Scottish Exhibition and Conference Centre         |
| 7 de noviembre de 2008 (Programado originalmente para el 29 de septiembre de 2008)  | Colonia, Alemania           | Gloria Theatre                                    |
| 8 de noviembre de 2008                                                              | Copenhague, Dinamarca       | Falkoner Theatre                                  |
| 10 de noviembre de 2008 (Programado originalmente para el 30 de septiembre de 2008) | París, Francia              | Bataclan                                          |
| América del Norte II                                                                |                             |                                                   |
| 25 de noviembre de 2008 (Cancelado)                                                 | Ciudad de México, México    | Palacio de los Deportes                           |
| 26 de noviembre de 2008                                                             | Ciudad de México, México    | Palacio de los Deportes                           |
| 28 de noviembre de 2008                                                             | Guadalajara, México         | Arena VFG                                         |
| 29 de noviembre de 2008                                                             | Monterrey, México           | Arena Monterrey                                   |
| 3 de diciembre de 2008                                                              | Oakland, Estados Unidos     | Oracle Arena                                      |
| 4 de diciembre de 2008                                                              | Los Ángeles, Estados Unidos | Staples Center                                    |
| 6 de diciembre de 2008                                                              | Las Vegas, Estados Unidos   | The Pearl                                         |
| 8 de diciembre de 2008                                                              | Denver, Estados Unidos      | Broomfield Event Center                           |
| 10 de diciembre de 2008                                                             | Minneapolis, Estados Unidos | Target Center                                     |
| 12 de diciembre de 2008                                                             | Rosemont, Estados Unidos    | Allstate Arena                                    |
| 13 de diciembre de 2008                                                             | Detroit, Estados Unidos     | The Palace of Auburn Hills                        |
| 15 de diciembre de 2008 (Programado originalmente para el 9 de septiembre de 2008)  | London, Ontario, Canadá     | John Labatt Centre                                |
| 17 de diciembre de 2008                                                             | Nueva York, Estados Unidos  | Madison Square Garden                             |
| 19 de diciembre de 2008                                                             | Camden, Estados Unidos      | Susquehanna Bank Center                           |
| 20 de diciembre de 2008                                                             | Fairfax, Estados Unidos     | Patriot Center                                    |
| Europa II                                                                           |                             |                                                   |
| 12 de enero de 2009                                                                 | Nantes, Francia             | Zenith                                            |
| 13 de enero de 2009                                                                 | Bruselas, Bélgica           | Forest National                                   |
| 15 de enero de 2009                                                                 | Dresde, Alemania            | Messehalle                                        |
| 16 de enero de 2009                                                                 | Hamburgo, Alemania          | Alsterdorfer Sporthalle                           |
| 18 de enero de 2009                                                                 | Berlín, Alemania            | Arena Berlin                                      |
| 21 de enero de 2009                                                                 | Ámsterdam, Países Bajos     | Heineken Music Hall                               |
| 22 de enero de 2009                                                                 | Ámsterdam, Países Bajos     | Heineken Music Hall                               |
| 24 de enero de 2009                                                                 | Copenhague, Dinamarca       | Forum Copenhague                                  |
| 25 de enero de 2009                                                                 | Gotemburgo, Suecia          | Scandinavium                                      |
| 27 de enero de 2009                                                                 | Oslo, Noruega               | Specktrum                                         |
| 28 de enero de 2009                                                                 | Estocolmo, Suecia           | Globen Arena                                      |
| 30 de enero de 2009                                                                 | Lille, Francia              | Zenith                                            |
| 31 de enero de 2009                                                                 | Burdeos, Francia            | Medoquine                                         |
| 2 de febrero de 2009                                                                | Milán, Italia               | Mediolanum Forum                                  |
| 4 de febrero de 2009                                                                | Düsseldorf, Alemania        | Philips Halle                                     |
| 12 de febrero de 2009                                                               | Madrid, España              | Palacio de Deportes                               |
| 13 de febrero de 2009                                                               | Barcelona, España           | Pabellón Olímpico de Badalona                     |
| 15 de febrero de 2009                                                               | Lisboa, Portugal            | Pavilhão Atlântico                                |
| 17 de febrero de 2009                                                               | Toulouse, Francia           | Zenith                                            |
| 18 de febrero de 2009                                                               | Marsella, Francia           | Dome                                              |
| 20 de febrero de 2009                                                               | Roma, Italia                | PalaLottomatica                                   |
| 21 de febrero de 2009                                                               | Treviso, Italia             | Palaverde                                         |
| 23 de febrero de 2009                                                               | Bolzano, Italia             | Palaonda                                          |
| 24 de febrero de 2009                                                               | Florencia, Italia           | Nelson Mandela Forum                              |
| 26 de febrero de 2009                                                               | Viena, Austria              | Stadthalle                                        |
| 27 de febrero de 2009                                                               | Múnich, Alemania            | Zenith                                            |
| 1 de marzo de 2009                                                                  | Zúrich, Suiza               | Hallenstadion                                     |
| 3 de marzo de 2009                                                                  | París, Francia              | Palais Omnisports de Paris-Bercy                  |
| Asia I                                                                              |                             |                                                   |
| 18 de marzo de 2009                                                                 | Nagoya, Japón               | Nihon Gaishi Hall                                 |
| 20 de marzo de 2009                                                                 | Tokio, Japón                | Makuhari Messe, Hall 9                            |
| 22 de marzo de 2009                                                                 | Sapporo, Japón              | Makomanai Ice Arena                               |
| 24 de marzo de 2009                                                                 | Osaka, Japón                | Intex                                             |
| 25 de marzo de 2009                                                                 | Osaka, Japón                | Intex                                             |
| 28 de marzo de 2009                                                                 | Tokio, Japón                | Makuhari Messe, Hall 9                            |
| 29 de marzo de 2009                                                                 | Tokio, Japón                | Makuhari Messe, Hall 9                            |
| 1 de abril de 2009                                                                  | Seúl, Corea del Sur         | Estadio Olímpico de Seúl Olympic Gym # 1          |
| 3 de abril de 2009                                                                  | Taipéi, Taiwán              | Taipei World Trade Center Nangang Exhibition Hall |
| 5 de abril de 2009                                                                  | Singapur                    | Singapore Indoor Stadium                          |
| 7 de abril de 2009                                                                  | Hong Kong, China            | AsiaWorld Arena                                   |
| África                                                                              |                             |                                                   |
| 10 de abril de 2009                                                                 | Johannesburgo, Sudáfrica    | Riversands Farm                                   |
| 13 de abril de 2009                                                                 | Ciudad del Cabo, Sudáfrica  | Lourensford Wine Estate                           |
| América del Sur                                                                     |                             |                                                   |
| 28 de abril de 2009                                                                 | Caracas, Venezuela          | Campo de fútbol USB                               |
| 30 de abril de 2009                                                                 | Lima, Perú                  | Estadio Nacional del Perú                         |
| 3 de mayo de 2009                                                                   | Buenos Aires, Argentina     | Estadio River Plate                               |
| 5 de mayo de 2009                                                                   | Santiago, Chile             | Movistar Arena                                    |
| 7 de mayo de 2009                                                                   | Río de Janeiro, Brasil      | Citibank Hall                                     |
| 9 de mayo de 2009                                                                   | São Paulo, Brasil           | Arena Anhembi                                     |
| 10 de mayo de 2009                                                                  | Curitiba, Brasil            | Expotrade Convention Center                       |
| 12 de mayo de 2009                                                                  | Porto Alegre, Brasil        | Gigantinho                                        |
| Europa III                                                                          |                             |                                                   |
| 4 de junio de 2009                                                                  | Mánchester, Reino Unido     | Heaton Park                                       |
| 6 de junio de 2009                                                                  | Mánchester, Reino Unido     | Heaton Park                                       |
| 7 de junio de 2009                                                                  | Mánchester, Reino Unido     | Heaton Park                                       |
| 10 de junio de 2009                                                                 | Sunderland, Reino Unido     | Stadium of Light                                  |
| 12 de junio de 2009                                                                 | Cardiff, Reino Unido        | Estadio del Milenio                               |
| 14 de junio de 2009                                                                 | Vienne, Francia             | Théâtre Antique de Vienne                         |
| 17 de junio de 2009                                                                 | Edimburgo, Reino Unido      | Murrayfield Stadium                               |
| 20 de junio de 2009                                                                 | Condado de Meath, Irlanda   | Castillo de Slane                                 |
| 2 de julio de 2009                                                                  | Werchter, Bélgica           | Rock Werchter                                     |
| 3 de julio de 2009                                                                  | Roskilde, Dinamarca         | Festival de Roskilde                              |
| 7 de julio de 2009                                                                  | Coventry, Reino Unido       | Ricoh Arena                                       |
| 9 de julio de 2009                                                                  | Londres, Reino Unido        | Estadio de Wembley                                |
| 11 de julio de 2009                                                                 | Londres, Reino Unido        | Estadio de Wembley                                |
| 12 de julio de 2009                                                                 | Londres, Reino Unido        | Estadio de Wembley                                |
| 14 de julio de 2009 (Programado originalmente para el 27 de septiembre de 2008)     | Bodelva, Reino Unido        | Proyecto Eden                                     |
| 16 de julio de 2009                                                                 | Benicasim, España           | Festival Internacional de Benicàssim              |
| 18 de julio de 2009                                                                 | Berna, Suiza                | Gurtenfestival                                    |
| 19 de julio de 2009                                                                 | Gräfenhainichen, Alemania   | Melt! festival                                    |
| 21 de julio de 2009                                                                 | Londres, Reino Unido        | iTunes Festival, The Roundhouse                   |
| Asia II                                                                             |                             |                                                   |
| 24 de julio de 2009                                                                 | Naeba, Japón                | Fuji Rock Festival                                |
| 26 de julio de 2009                                                                 | Jisan Valley, Corea del Sur | Jisan Valley Rock Festival                        |
| Europa IV                                                                           |                             |                                                   |
| 20 de agosto de 2009                                                                | Yorkshire, Reino Unido      | The Spa, Bridlington                              |
| 22 de agosto de 2009                                                                | Staffordshire, Reino Unido  | V Festival                                        |
| 23 de agosto de 2009 (Cancelado)                                                    | Chelmsford, Reino Unido     | V Festival                                        |
| 28 de agosto de 2009 (Cancelado)                                                    | París, Francia              | Rock en Seine                                     |
| 29 de agosto de 2009 (Cancelado)                                                    | Constanza, Alemania         | Rock Am See Festival                              |
| 30 de agosto de 2009 (Cancelado)                                                    | Milán, Italia               | I-Day Festival                                    |